# Ljajkovići
Ljajkovići este un sat din municipiul Podgorica, Muntenegru. Conform datelor de la recensământul din 2003, localitatea are 686 de locuitori (la recensământul din 1991 erau 611 locuitori).

## Demografie
În satul Ljajkovići locuiesc 535 de persoane adulte, iar vârsta medie a populației este de 37,1 de ani (36,1 la bărbați și 38,1 la femei). În localitate sunt 169 de gospodării, iar numărul mediu de membri în gospodărie este de 4,06.
|  |

| Demografie | Demografie | Demografie |
| An         | Locuitori  | Locuitori  |
| ---------- | ---------- | ---------- |
|            |            |            |
|            |            |            |
|            |            |            |
|            |            |            |
| 1948       | 521        |            |
| 1953       | 601        |            |
| 1961       | 586        |            |
| 1971       | 775        |            |
| 1981       | 675        |            |
| 1991       | 611        | 595        |
| 2003       | 696        | 686        |

| \| Componența etnică conform recensământului din 2003[2] \| Componența etnică conform recensământului din 2003[2] \| Componența etnică conform recensământului din 2003[2] \| Componența etnică conform recensământului din 2003[2] \| Componența etnică conform recensământului din 2003[2] \| \| ----------------------------------------------------- \| ----------------------------------------------------- \| ----------------------------------------------------- \| ----------------------------------------------------- \| ----------------------------------------------------- \| \| \| \| \| \| \| \| Muntenegreni \| Muntenegreni \| \| 528 \| 76,96% \| \| Sârbi \| Sârbi \| \| 84 \| 12,24% \| \| Iugoslavi \| Iugoslavi \| \| 4 \| 0,58% \| \| Musulmani \| Musulmani \| \| 1 \| 0,14% \| \| necunoscută \| necunoscută \| \| 25 \| 3,64% \| |              |  |     |        |
| Componența etnică conform recensământului din 2003 |              |  |     |        |
| |              |  |     |        |
| Muntenegreni | Muntenegreni |  | 528 | 76,96% |
| Sârbi | Sârbi        |  | 84  | 12,24% |
| Iugoslavi | Iugoslavi    |  | 4   | 0,58%  |
| Musulmani | Musulmani    |  | 1   | 0,14%  |
| necunoscută | necunoscută  |  | 25  | 3,64%  |